# チャーキー・ライト
チャーキー・ライト（Chalky Wright、1912年2月10日 - 1957年8月12日）は、アメリカ合衆国のプロボクサー。本名はアルバート・ライト（Albert Wright）。身長171cm。元世界フェザー級王者。

## 略歴
1928年、プロデビュー。ヘンリー・アームストロングの専属スパーリング・パートナーだったこともある。1941年9月11日、ジョーイ・アーチボルトを11回KOで破りニューヨーク州公認世界フェザー級王者となる。
王座獲得後、ハリー・ジェフラ、ルル・コンスタンチンと2度の王座防衛に成功したが、1942年11月20日、ウィリー・ペップに15回判定負けで王座を失った。